# Kaela Davis
Kaela Davis (Indianapolis, 15 marzo 1995) è una cestista statunitense, professionista nella WNBA.
È la figlia di Antonio Davis.

## Carriera
È stata selezionata dalle Dallas Wings al primo giro del Draft WNBA 2017 (10ª scelta assoluta).

## Palmarès
- WNBA All-Rookie First Team (2017)